# Francis Stewart Leland Lyons
Francis Stewart Leland Lyons, FBA (auch F. S. L. Lyons; * 11. November 1923 in Londonderry, Nordirland; † 21. September 1983 in Dublin, Irland) war ein irischer Historiker. Er war von 1974 bis 1981 Provost des Trinity College Dublin. 

## Leben
Lyons Familie war protestantisch geprägt (Church of Ireland). Bald nach seiner Geburt zog seine Familie nach Boyle, County Roscommon, Irischer Freistaat. Er besuchte das Dover College in Kent und besuchte später The High School in Dublin.  Am Trinity College Dublin wurde er 1943 zum Stipendiat in Neuerer Geschichte und Politikwissenschaft gewählt.
Er war Dozent für Geschichte an der University of Hull und dann am TCD. Er wurde 1964 Gründungsprofessor für Neuere Geschichte an der University of Kent  und war von 1969 bis 1972 auch Master des Eliot College. Lyons wurde 1974 Provost des Trinity College Dublin. Er gab diesen Posten 1981 auf, um sich auf das Schreiben zu konzentrieren. 
Lyons schrieb Culture and Anarchy in Ireland, 1890–1939. Er war Gastdozent (Visiting Fellow) an der Princeton University.
Als seine Hauptwerke gelten eine Biographie über Charles Stewart Parnell und vor allem Ireland Since the Famine, das in erster Auflage 1971 bei Weidenfeld and Nicolson erschien. Die bei Fontana Press verlegte erweiterte Ausgabe von 1973, die bis 2009 zwölfmal nachgedruckt wurde, wurde zu einem Standardwerk zur jüngeren irischen Geschichte.
Lyons kritisierte Cecil Woodham-Smiths (1896–1977) viel beachtete Geschichte der großen irischen Hungersnot und wurde den „revisionistischen“ Historikern zugerechnet, welche die negative Rolle des britischen Staates bei der Hungersnot angeblich herunterspielten.
Lyons heiratete 1964 Jennifer McAlister; das Paar hatte zwei Söhne. Lyons starb nach kurzer Krankheit 1983 in Dublin, kurz vor seinem 60. Geburtstag.

## Ehrungen und Auszeichnungen
- 1978 Heinemann-Preis für seine Biografie über Charles Stewart Parnell.
- 1979 Christopher-Ewart-Biggs-Gedächtnispreis für Culture and Anarchy in Ireland, 1890–1939
- 1979 Wolfson-Literaturpreis für Geschichte für Culture and Anarchy in Ireland, 1890–1939
- Ehrendoktorwürde an fünf Universitäten
- Fellow der Royal Society of Literature
- Fellow der British Academy.

## Veröffentlichungen (Auswahl)
- The Irish Parliamentary Party 1890 - 1910 (= Studies in Irish history, Bd. 4). Faber & Faber, London 1951.

- The fall of Parnell, 1890-91. Routledge, London 1960.

- Internationalism in Europe 1815 - 1914 (= European aspects, Series C, Bd. 14). Sythoff, Leyden 1963.
- John Dillon. A biography. Routledge, London 1968, ISBN 0-7100-2887-3.
- (Hrsg.): Bank of Ireland, 1783 - 1983. Bicentenary essays. Gill & Macmillan, Dublin 1983, ISBN 0-7171-1291-8.
- Ireland since the famine. Scribner's Sons, New York 1971 (13. Aufl. Fontana Press, London 1992, ISBN 0-00-686005-2).
- Charles Stewart Parnell. Collins, London 1977, ISBN 0-00-211682-0 (neue Ausgabe: Gill & Macmillan, Dublin 2005, ISBN 0-7171-3939-5).
- Culture and anarchy in Ireland 1890 - 1939. Clarendon Press, Oxford 1979, ISBN 0-19-285121-7.